# 憑依芸人
憑依芸人（ひょういげいにん）とは、喜劇やコントなどの場で、自分とは全く別のキャラクターになり切ることができるアーティスティックなコメディアンのこと。その姿がまるで霊に「憑依」されたかのように、全くの別人の如く振る舞うことからこう呼ばれるようになった。

## 概要
テレビ番組や喜劇の舞台などに出演する際に、衣装や小道具を用い、メイクを施すことにより別の人格に切り替わったようになる。基本的には、その劇の中にのみ存在する空想上のキャラクターを演じるときにこの表現が使用されるため、実在の人物の物真似をする芸人、いわゆるものまねタレントとは区別される。また、主にお笑いタレントや喜劇俳優等に対して使われるため、シリアスなドラマや舞台で役を演じる俳優は含まない。しかし、演技力の高さが評価され、実際に演劇やドラマでも活躍している者も多い（下記の憑依芸人の中でいえば、バカリズムなど）。
「憑依芸人」という言葉の詳しい出所は不明だが、構成作家の高須光聖は「ダウンタウンの松本人志は自分の芸風を『憑依芸人』と呼んでいる。」と語っている。
ビートたけし、明石家さんま、とんねるず、浜田雅功、南原清隆、爆笑問題等は、普段のキャラクター・芸風を生かして役を演じる（演じている間も地を残す）タイプであり、憑依芸人には含まれない。